# Allidiostoma monrosmuntanolae
Allidiostoma monrosmuntanolae är en skalbaggsart som beskrevs av Martinez 1947. Allidiostoma monrosmuntanolae ingår i släktet Allidiostoma och familjen Hybosoridae. Inga underarter finns listade i Catalogue of Life.